# Louise Bryant

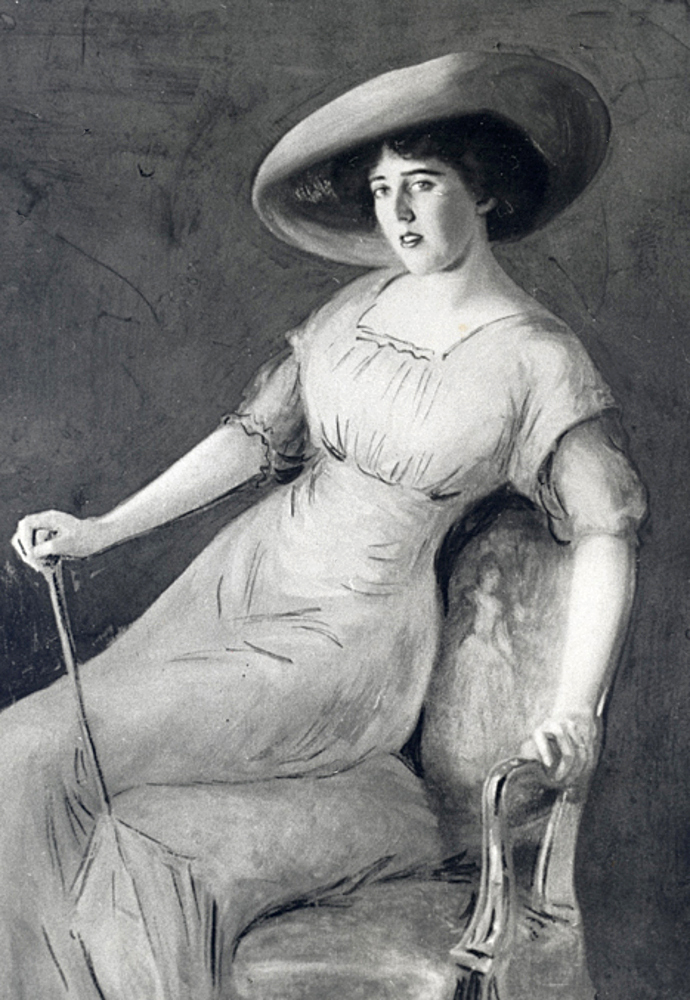
Bryant w 1913 r.

Louise Bryant (ur. 5 grudnia 1885 w San Francisco, zm. 6 stycznia 1936 w Sèvres) – amerykańska dziennikarka i pisarka, znana ze swych marksistowskich i anarchistycznych przekonań.

## Życiorys
Urodziła się jako Anna Louisa Mohan. Była córką Henry’ego Mohana. Jej rodzice rozwiedli się, gdy Louisa miała 3 lata. Wychowywała się w domu ojczyma, Sheridana Bryanta. Przez kilka lat mieszkała u dziadków w Nevadzie. Studiowała na Uniwersytetach Nevady i Oregonu. W 1909 r. poślubiła w sekrecie dentystę z Portland, Paula Trullingera. Pracowała jako dziennikarka.
Po długim romansie została żoną dziennikarza Johna Reeda. W latach 1917–1918 wspólnie podróżowali do Rosji. Brała udział w komunistycznych działaniach propagandowych zarówno w Rosji, jak i w USA. O pobycie w Rosji sowieckiej napisała książkę Six Red Months in Russia: An Observers Account of Russia Before and During the Proletarian Dictatorship. Towarzyszyła Reedowi aż do jego śmierci w 1920 r.
Cztery lata po jego śmierci Bryant, teraz już dziennikarka koncernu prasowego Hearsta, poślubiła Williama Bullitta. Miała z nim córkę Anne. Małżonkowie przeprowadzili się do Paryża, a w 1930 r. rozwiedli się. William odebrał jej prawa do opieki nad Anne, powołując się na alkoholizm byłej żony i jej lesbijski związek z brytyjską rzeźbiarką Gwen La Galienne.
Swoje artykuły na tematy polityczne i feministyczne publikowała w radykalnie lewicowych czasopismach, m.in. w „The Blast” Aleksandra Berkmana.
W 1928 r. zdiagnozowano u niej chorobę Dercuma. Zmarła w 1936 r.

## W kulturze
- Postać Bryant to główna bohaterka filmu Czerwoni (1981) Warrena Beatty’ego. W rolę Louise wcieliła się Diane Keaton, która otrzymała za nią nominację do Oscara dla najlepszej aktorki.

- W drugim sezonie serialu Zakazane imperium pojawiła się postać Louise, mająca wiele wspólnych cech z Bryant.